# Diploglossus monotropis
Diploglossus monotropis är en ödleart som beskrevs av  Heinrich Kuhl 1820. Diploglossus monotropis ingår i släktet Diploglossus och familjen kopparödlor. Inga underarter finns listade i Catalogue of Life.